# Loncopué
Loncopué ist die Hauptstadt des gleichnamigen Departamento Loncopué an der Provinzstraße 21 in der Provinz Neuquén im Südwesten Argentiniens. Der Ort gehört in der Klassifikation der Gemeinden der Provinz Neuquén zu den Gemeinden der 2. Kategorie. Er gilt als ein bedeutendes Servicezentrum für die Therme von Copahue und ist eine der wichtigsten Regionen für die Fleischindustrie in der Provinz.

## Name des Ortes
Der Name des Ortes stammt aus der Sprache der Mapudungun und bedeutet Kopf des Häuptlings. Die Bezeichnung bezieht sich darauf, dass sich in der Gegend die Häuptlinge der lokalen Ureinwohner trafen.

## Geografie
Loncopué befindet sich am Fuß der Anden mit einer Höhe von 882 Meter über dem Meeresspiegel, 303 Kilometer nordwestlich von Neuquén und 1477 Kilometer von der Landeshauptstadt Buenos Aires entfernt. Der Ort ist von der Hochebene im Nordwesten, dem Fluss Río Agrio im Osten und dem Bach Loncopué im Süden umgeben.
Am Ufer des Río Agrio, einige Kilometer entfernt von Loncopúe liegen Las Altas Torres, eine Gruppe von acht Felssäulen, die durch die Winderosion gebildet wurden. Ebenso gibt es in der Nähe des Ortes die Felsformation Riscos Bayos, die durch Ablagerung von vulkanischer Asche und dann durch die Eis- und Winderosion während des Känozoikums zusammengepresst und geformt wurden.

## Geschichte
Nach historischen Angaben kamen Ende des 19. Jahrhunderts die ersten Bewohner in die Region, die zu den Mapuche und Pehuenche Jäger- und Sammlergesellschaften gehörten. Der damalige Pehuenche-Häuptling der Region war Feliciano Purrán, der während der Wüstenkampagne Widerstand gegen die argentinische Regierung leistete. Nach den gescheiterten Verhandlungen mit General Julio Argentino Roca, errichtete die argentinische Regierung Befestigungsanlagen entlang des Río Agrio. Die Forts Hualcupén, Loncopué, Huarencheque und Río Agrio gelten als die Basis der heutigen Stadt.
1844 bekam Pedro Nazarre Basabe, der erste argentinische Siedler der Region, von der nationalen Regierung die Ländereien, in denen sich das heutige Loncopué befindet. Er gründete die Estancia La Argentina, in der auch das erste Postamt untergebracht war. Sie wurde an das Telegrafienetz angeschlossen, die erste Gemischtwarenhandlung wurde eröffnet und die Wasserversorgung wurde gebaut.
1900 wurde die damalige Siedlung von den salesianischen Missionaren Juán Gagliero und Mateo Gabotto eingeweiht. Am 20. Oktober 1915 wurde der Ort amtlich gegründet und zur Hauptstadt des Departamento Loncopué erklärt. 1924 bekam er den Status comisión de fomento und sieben Jahre später wurde die Ortsfläche mit 8.000 Hektar festgelegt. Am 14. Oktober 1957 wurde die Gemeinde Loncopué durch Dekret der Provinzregierung gegründet.
Wegen seiner Nähe zur 1983 eröffneten Therme von Copahue, gilt der Ort als ihr wichtigstes wirtschaftliches und kommerzielles Zentrum.
2012 wurde durch ein Referendum das Projekt der Provinzregierung, Kupfertagebau in der Nähe des Ortes zu betreiben, abgelehnt und trotz einer Klage der Regierung beim Provinzgerichtshof gestoppt. Das Projekt ist als Anfang des Tagebaus in der Provinz bedeutend.

## Bevölkerung
Von 2001 bis 2010 stieg die Einwohnerzahl um 14,3 %, von 4.323 bis 5.021 Einwohner.
In der Volkszählung 1991 wurden noch 3.112 Einwohner erfasst.
|      | \| Jahr \| Einwohner \| \| ---- \| --------- \| \| 1991 \| 3.112 \| \| 2001 \| 4.323 \| \| 2010 \| 5.021 \| |
| Jahr | Einwohner                                                                                                   |
| 1991 | 3.112 |
| 2001 | 4.323 |
| 2010 | 5.021 |

## Wirtschaft und Infrastruktur
Die lokale Wirtschaft basiert auf Viehzucht, vor allem Rind- und Ziegenfleisch. Loncopué hat sich als eines der wichtigsten Zentren der Fleischindustrie in der Provinz etabliert. Andere Aktivitäten von Bedeutung sind Bergbau und Handel. Der Staat ist durch die Provinz und die Gemeinde einer der größten Arbeitgeber. Der Ort ist das wichtigste wirtschaftliche und kommerzielle Zentrum der nah gelegenen Therme in Copahue.
Die Provinzstraße 21 ist die einzige Verbindung für die Ortschaft. Sie führt nördlich nach El Huecú und südlich nach Las Lajas und man kann über sie an die Provinzstraße 27 in Richtung Westen gelangen, die nach Copahue-Caviahue führt. Zudem verfügt der Ort über einen Fernbusbahnhof und einen Flugplatz.

### Tourismus
Neben seiner Rolle als bedeutendes Servicezentrum der Therme von Copahue, hat Loncopué einige Sehenswürdigkeiten. Vom Ort aus ist es möglich, Ausflüge in die nah gelegene Felsformationen Las Altas Torres und Riscos Bayos zu machen. Im Andental befindet sich die Estancia Las Tres Marías, umgeben vom Río Agrío und Bach Yumu Yumu. Zudem gibt es in direkter Umgebung in den verschiedenen Seen und im Río Agrio Angelmöglichkeiten. Locopué bildet mit anderen Andenorten der Provinz die Route der Araukarien. In ihren Wäldern findet man diesen Baum, der auch Pehuén genannt wird und im offiziellen Wappen der Provinz Neuquén abgebildet ist.
Seit 2006 findet jährlich die Viehausstellung und das Traditionsfest statt. An Wochenenden gibt es den Handwerkermarkt, in dem man regionale handgemachte Produkte kaufen kann.

## Persönlichkeiten
- Ligia Gargallo (* 1933), argentinisch-chilenische pharmazeutische Chemikerin und Hochschullehrerin